# Matvei Igonen
Matvei Igonen (Tallinn, 2 ottobre 1996) è un calciatore estone, portiere del Degerfors e della Nazionale estone.

## Carriera

### Club
Igonen ha cominciato la carriera con la maglia dell'Infonet, che successivamente ha cambiato la propria denominazione in FCI Tallinn. Ha esordito in prima squadra il 18 marzo 2012, con l'Infonet militante in Esiliiga: è stato schierato titolare nel successo per 2-1 sul Tammeka Tartu II. Al termine di quella stessa annata, l'Infonet si è guadagnato la promozione in Meistriliiga.
Il 16 marzo 2013 ha così disputato la prima partita nella massima divisione locale: è stato utilizzato nel pareggio per 1-1 arrivato sul campo del Flora Tallinn. Il 30 giugno ha debuttato nelle competizioni europee per club: ha giocato infatti nei turni di qualificazione all'Europa League 2016-2017, in occasione della sconfitta per 2-1 subita in casa degli Hearts.
La sua squadra si è successivamente aggiudicata la vittoria finale del campionato 2016, l'Eesti Karikas 2016-2017 e l'Eesti Superkarikas.
Il 5 gennaio 2018, i norvegesi del Lillestrøm hanno reso noto l'ingaggio di Igonen, che si è legato al nuovo club con un contratto triennale.
Il 1º luglio 2019 è stata resa nota la sua cessione in prestito al Flora Tallinn. Il 23 gennaio 2020 si è riaggregato al Lillestrøm.
Il 23 luglio 2020 è stato ceduto a titolo definitivo allo stesso Flora Tallinn.

### Nazionale
Igonen ha rappresentato l'Estonia a livello Under-17, Under-19, Under-21, Under-23 e di Nazionale maggiore. Il 23 novembre 2017 ha esordito con quest'ultima selezione, venendo schierato titolare nella vittoria per 0-1 contro Vanuatu, in amichevole.

## Statistiche

### Presenze e reti nei club
Statistiche aggiornate al 10 agosto 2022.
| Stagione             | Club                 | Campionato           | Campionato | Campionato | Coppe nazionali | Coppe nazionali | Coppe nazionali | Coppe continentali | Coppe continentali | Coppe continentali | Supercoppe | Supercoppe | Supercoppe | Totale | Totale |
| Stagione             | Club                 | Comp                 | Pres       | Reti       | Comp            | Pres            | Reti            | Comp               | Pres               | Reti               | Comp       | Pres       | Reti       | Pres   | Reti   |
| -------------------- | -------------------- | -------------------- | ---------- | ---------- | --------------- | --------------- | --------------- | ------------------ | ------------------ | ------------------ | ---------- | ---------- | ---------- | ------ | ------ |
| 2012                 | FCI Tallinn          | EL                   | 19         | -15        | CE              | 1               | -1              | -                  | -                  | -                  | -          | -          | -          | 20     | -16    |
| 2013                 | FCI Tallinn          | ML                   | 23         | -32        | CE              | 2               | -1              | -                  | -                  | -                  | -          | -          | -          | 25     | -33    |
| 2014                 | FCI Tallinn          | ML                   | 31         | -36        | CE              | 1               | 0               | -                  | -                  | -                  | -          | -          | -          | 32     | -36    |
| 2015                 | FCI Tallinn          | ML                   | 7          | -7         | CE              | 0               | 0               | -                  | -                  | -                  | -          | -          | -          | 7      | -7     |
| 2016                 | FCI Tallinn          | ML                   | 34         | -29        | CE              | 2               | -1              | UEL                | 2                  | -6                 | -          | -          | -          | 38     | -36    |
| 2017                 | FCI Tallinn          | ML                   | 34         | -45        | CE              | 0               | 0               | UCL                | 2                  | -3                 | SE         | 1          | 0          | 37     | -48    |
| Totale FCI Tallinn   | Totale FCI Tallinn   | Totale FCI Tallinn   | 148        | -164       |                 | 6               | -3              |                    | 4                  | -9                 |            | 1          | 0          | 159    | -176   |
| 2018                 | Lillestrøm           | ES                   | 5          | -7         | CN              | 2               | -1              | UEL                | 1                  | -2                 | SN         | 0          | 0          | 8      | -10    |
| gen.-lug. 2019       | Lillestrøm           | ES                   | 0          | 0          | CN              | 1               | -1              | -                  | -                  | -                  | -          | -          | -          | 1      | -1     |
| lug.-dic. 2019       | Flora Tallinn        | ML                   | 16         | -8         | CE              | 0               | 0               | UEL                | 4                  | -6                 | -          | -          | -          | 20     | -14    |
| gen.-lug. 2020       | Lillestrøm           | 1D                   | 0          | 0          | CN              | 0               | 0               | -                  | -                  | -                  | -          | -          | -          | 0      | 0      |
| Totale Lillestrøm    | Totale Lillestrøm    | Totale Lillestrøm    | 5          | -7         |                 | 3               | -2              |                    | 1                  | -2                 |            | 0          | 0          | 9      | -11    |
| lug.-dic. 2020       | Flora Tallinn        | ML                   | 11         | -4         | CE              | 0               | 0               | UCL+UEL            | 1+3                | -1+-4              | -          | -          | -          | 15     | -9     |
| 2021                 | Flora Tallinn        | ML                   | 28         | -22        | CE              | 4               | -3              | UCL+UEL+UECL       | 4+2+8              | -3+-2+-10          | SE         | 1          | 0          | 47     | -40    |
| Totale Flora Tallinn | Totale Flora Tallinn | Totale Flora Tallinn | 55         | -34        |                 | 4               | -3              |                    | 22                 | -26                |            | 1          | 0          | 82     | -63    |
| gen.-giu. 2022       | Podbeskidzie         | 1L                   | 12         | -15        | CP              | -               | -               | -                  | -                  | -                  | -          | -          | -          | 12     | -15    |
| 2022-2023            | Podbeskidzie         | 1L                   | 5          | -4         | CP              | 0               | 0               | -                  | -                  | -                  | -          | -          | -          | 5      | -4     |
| Totale Podbeskidzie  | Totale Podbeskidzie  | Totale Podbeskidzie  | 17         | -19        |                 | 0               | 0               |                    | -                  | -                  |            | -          | -          | 17     | -19    |
| Totale               | Totale               | Totale               | 225        | -232       |                 | 13              | -8              |                    | 27                 | -37                |            | 2          | 0          | 267    | -277   |

### Cronologia presenze e reti in nazionale
| Cronologia completa delle presenze e delle reti in nazionale ― Estonia | Cronologia completa delle presenze e delle reti in nazionale ― Estonia | Cronologia completa delle presenze e delle reti in nazionale ― Estonia | Cronologia completa delle presenze e delle reti in nazionale ― Estonia | Cronologia completa delle presenze e delle reti in nazionale ― Estonia | Cronologia completa delle presenze e delle reti in nazionale ― Estonia | Cronologia completa delle presenze e delle reti in nazionale ― Estonia | Cronologia completa delle presenze e delle reti in nazionale ― Estonia |
| Data                                                                   | Città                                                                  | In casa                                                                | Risultato                                                              | Ospiti                                                                 | Competizione                                                           | Reti                                                                   | Note                                                                   |
| ---------------------------------------------------------------------- | ---------------------------------------------------------------------- | ---------------------------------------------------------------------- | ---------------------------------------------------------------------- | ---------------------------------------------------------------------- | ---------------------------------------------------------------------- | ---------------------------------------------------------------------- | ---------------------------------------------------------------------- |
| 23-11-2017                                                             | Port Vila                                                              | Vanuatu                                                                | 0 – 1                                                                  | Estonia                                                                | Amichevole                                                             | -                                                                      |                                                                        |
| 2-6-2018                                                               | Riga                                                                   | Lettonia                                                               | 1 – 0                                                                  | Estonia                                                                | Coppa del Baltico 2018                                                 | -1                                                                     |                                                                        |
| 14-11-2019                                                             | Zaporižžja                                                             | Ucraina                                                                | 1 – 0                                                                  | Estonia                                                                | Amichevole                                                             | -1                                                                     |                                                                        |
| 7-10-2020                                                              | Tallinn                                                                | Estonia                                                                | 1 – 3                                                                  | Lituania                                                               | Amichevole                                                             | -3                                                                     |                                                                        |
| 27-3-2021                                                              | Minsk                                                                  | Bielorussia                                                            | 4 – 2                                                                  | Estonia                                                                | Qual. Mondiali 2022                                                    | -4                                                                     |                                                                        |
| 31-3-2021                                                              | Solna                                                                  | Svezia                                                                 | 1 – 0                                                                  | Estonia                                                                | Amichevole                                                             | -1                                                                     |                                                                        |
| 1-6-2021                                                               | Vilnius                                                                | Lituania                                                               | 0 – 1                                                                  | Estonia                                                                | Coppa del Baltico 2021                                                 | -                                                                      |                                                                        |
| 5-9-2021                                                               | Tallinn                                                                | Estonia                                                                | 0 – 1                                                                  | Irlanda del Nord                                                       | Amichevole                                                             | -1                                                                     |                                                                        |
| 13-11-2021                                                             | Bruxelles                                                              | Belgio                                                                 | 3 – 1                                                                  | Estonia                                                                | Qual. Mondiali 2022                                                    | -3                                                                     |                                                                        |
| 16-11-2021                                                             | Praga                                                                  | Rep. Ceca                                                              | 2 – 0                                                                  | Estonia                                                                | Qual. Mondiali 2022                                                    | -2                                                                     |                                                                        |
| 24-3-2022                                                              | Tallinn                                                                | Estonia                                                                | 0 – 0                                                                  | Cipro                                                                  | UEFA Nations League 2020-2021 - Play-out                               | -                                                                      |                                                                        |
| 29-3-2022                                                              | Larnaca                                                                | Cipro                                                                  | 2 – 0                                                                  | Estonia                                                                | UEFA Nations League 2020-2021 - Play-out                               | -2                                                                     |                                                                        |
| 5-6-2022                                                               | Pamplona                                                               | Argentina                                                              | 5 – 0                                                                  | Estonia                                                                | Amichevole                                                             | -5                                                                     |                                                                        |
| 13-6-2022                                                              | Tirana                                                                 | Albania                                                                | 0 – 0                                                                  | Estonia                                                                | Amichevole                                                             | -                                                                      |                                                                        |
| 4-6-2024                                                               | Lucerna                                                                | Svizzera                                                               | 4 – 0                                                                  | Estonia                                                                | Amichevole                                                             | -4                                                                     |                                                                        |
| 22-3-2025                                                              | Debrecen                                                               | Israele                                                                | 2 – 1                                                                  | Estonia                                                                | Qual. Mondiali 2026                                                    | -1                                                                     | 46’                                                                    |
| 25-3-2025                                                              | Chișinău                                                               | Moldavia                                                               | 2 – 3                                                                  | Estonia                                                                | Qual. Mondiali 2026                                                    | -2                                                                     |                                                                        |
| Totale                                                                 |                                                                        | Presenze                                                               | 17                                                                     |                                                                        | Reti                                                                   | -30                                                                    |                                                                        |

## Palmarès

### Club

#### Competizioni nazionali
- Campionato estone: 3

FCI Tallinn: 2016
Flora Tallinn: 2019, 2020
- Coppa d'Estonia: 2

Flora Tallinn: 2016-2017, 2019-2020
- Supercoppa d'Estonia: 3

Flora Tallinn: 2017, 2020, 2021
- Coppa di Bulgaria: 1

Botev Plovdiv: 2023-2024